# San Isidro (Hiszpania)
San Isidro – gmina w Hiszpanii, w prowincji Alicante, we wspólnocie autonomicznej Walencja, o powierzchni 11,69 km². W 2011 roku liczyła 1921 mieszkańców.